# Vladimir Zjeldin
Vladimir Lvovitsj Zjeldin (Russisch:  Владимир Львович Желдин) (Leningrad, 20 augustus 1927 – Leningrad, 25 november 1988) was een basketbalspeler en basketbalcoach uit de Sovjet-Unie.

## Carrière
Van 1949 t/m 1957 speelde Zjeldin voor SKA Leningrad. In 1956 begon Zjeldin dat te combineren met de baan als hoofdcoach van het dames team van SKA Leningrad. In zijn periode als hoofdcoach was hij ook hoofdcoach van RSFSR Leningrad. Met RSFSR Leningrad werd hij één keer tweede om het Landskampioen van de Sovjet-Unie in 1963. Ook werd hij twee keer derde om het landskampioenschap in 1956 en 1959. Met SKA werd hij twee keer tweede om het landskampioenschap in 1961 en 1962 en drie keer derde in 1960, 1964 en 1965. Hij behaalde een van de hoogtepunten in de geschiedenis van SKA door het halen van de finale van de FIBA Women's European Champions Cup in 1962. Helaas is TTT Riga (een van de Europese topclubs) de tegenstander. Ze verliezen de eerste wedstrijd met 55-38 en de tweede wedstrijd met 48-44. In 1970 werd Zjeldin hoofdcoach van Boerevestnik Leningrad. In 1985 werd hij hoofdcoach van Syrië. In 1963 kreeg hij de onderscheiding Geëerde Coach van de Sovjet-Unie. Ook kreeg hij de Medaille voor de Verdediging van Leningrad, de Medaille voor de Overwinning over Duitsland in de Grote Patriottische Oorlog 1941-1945, de Medaille voor Voortreffelijke Prestaties tijdens de Arbeid en de De medaille "Voor Labour Onderscheiding".
Zjeldin was ook assistent coach onder hoofdcoach Lidia Aleksejeva bij het Basketbalteam van de Sovjet-Unie (vrouwen). Ze werden samen zes keer Europees kampioen in 1964, 1966, 1976, 1978, 1980 en 1981. Ze werden twee keer Wereldkampioen in 1967 en 1975. Ook wonnen ze twee keer de gouden medaille op de Olympische Spelen 1976 en de Olympische Spelen 1980.
Hij overleed op 25 november 1988. Zjeldin werd begraven op de Rode begraafplaats in Sint-Petersburg.

## Erelijst coach
- Landskampioen Sovjet-Unie:
  - Tweede: 1961, 1962, 1963
  - Derde: 1956, 1959, 1960, 1964, 1965
- FIBA Women's European Champions Cup:
  - Runner-up: 1962

## Assistent coach
4 Poznanskaja  ·
5 Pyrkova ·
6 Sorokina ·
7 Salimova ·
8 Michajlova ·
9 Koekanova ·
10 Orel ·
11 Smildziņa ·
12 Leontjeva ·
13 Magidson ·
14 Ravdone ·
15 Tsjijanova ·
Coach: Aleksejeva
· Assistent-coach: Zjeldin
· Assistent-coach: 
4 Poznanskaja  ·
5 Pyrkova ·
6 Magidson ·
7 Salimova ·
8 Michajlova ·
9 Koekanova ·
10 Orel ·
11 Smildziņa ·
12 Voronina ·
13 Jukelienė ·
14 Ravdone ·
15 Tsjijanova ·
Coach: Aleksejeva
· Assistent-coach: Zjeldin
· Assistent-coach: 
4 Poznanskaja  ·
5 Pyrkova ·
6 Pivovarova ·
7 Salimova ·
8 Michajlova ·
9 Koekanova ·
10 Orel ·
11 Smildziņa ·
12 Antipina ·
14 Ravdone ·
15 Tsjijanova ·
16 Jeremkina ·
Coach: Aleksejeva
· Assistent-coach: Zjeldin
· Assistent-coach: 
4 Rupšienė ·
5 Ovtsjinnikova ·
6 Koervjakova ·
7 Barisjeva ·
8 Ovetsjkina ·
9 Sjoevajeva ·
10 Semjonova ·
11 N. Zacharova  ·
12 Ferjabnikova ·
13 Soecharnova ·
14 T. Zacharova ·
15 Klymova ·
Coach: Aleksejeva
· Assistent-coach: Zjeldin
· Assistent-coach: 
4 Rupšienė ·
5 T. Zacharova ·
6 Koervjakova ·
7 Barisjeva ·
8 Ovetsjkina ·
9 Sjoevajeva ·
10 Semjonova ·
11 N. Zacharova  ·
12 Ferjabnikova ·
13 Soecharnova ·
14 Dauniene ·
15 Klymova ·
Coach: Aleksejeva
· Assistent-coach: Zjeldin
· Assistent-coach: 
4 Rupšienė ·
5 Šulskytė ·
6 Koervjakova ·
7 Barisjeva ·
8 Ovetsjkina ·
9 Sjoevajeva ·
10 Semjonova ·
11 Zacharova  ·
12 Ferjabnikova ·
13 Soecharnova ·
14 Dauniene ·
15 Klymova ·
Coach: Aleksejeva
· Assistent-coach: Zjeldin
· Assistent-coach: 
4 Rupšienė  ·
5 Sjarmaj ·
6 Šulskytė ·
7 Barisjeva ·
8 Ovetsjkina ·
9 Sjoevajeva ·
10 Semjonova ·
11 Ovtsjinnikova ·
12 Ferjabnikova ·
13 Soecharnova ·
14 Jerofejeva ·
15 Tsjaoesova ·
Coach: Aleksejeva
· Assistent-coach: Zjeldin
· Assistent-coach: 
4 Rupšienė  ·
5 Sjarmaj ·
6 Šulskytė ·
7 Barisjeva ·
8 Ovetsjkina ·
9 Sjoevajeva ·
10 Semjonova ·
11 Rogozjyna ·
12 Ferjabnikova ·
13 Soecharnova ·
14 Zacharova ·
15 Ivinskaja ·
Coach: Aleksejeva
· Assistent-coach: Zjeldin
· Assistent-coach: 
4 Barel ·
5 Sjarmaj ·
6 Šulskytė ·
7 Barisjeva ·
8 Ovetsjkina  ·
9 Sjoevajeva ·
10 Semjonova ·
11 Rogozjyna ·
12 Tsjaoesova ·
13 Soecharnova ·
14 Jerofejeva ·
15 Savitskaja ·
Coach: Aleksejeva
· Assistent-coach: Zjeldin
· Assistent-coach: 
4 Barel ·
5 Melnitsjenko ·
6 Koedrevatova ·
7 Barisjeva ·
8 Jerofejeva ·
9 Sjoevajeva ·
10 Semjonova ·
11 Rogozjyna ·
12 Tsjaoesova ·
13 Soecharnova ·
14 Feodorova ·
15 Savitskaja ·
Coach: Aleksejeva
· Assistent-coach: Zjeldin
· Assistent-coach: 